# District de Kitasōma
Le district de Kitasōma (北相馬郡, Kitasōma-gun) est un district de la préfecture d'Ibaraki au Japon.
Au 1er janvier 2014, sa population était de 16 848 habitants pour une superficie de 24,9 km2.

## Commune du district
- Tone